# Wulfstan (mort en 1095)
Pour les articles homonymes, voir Wulfstan.
Wulfstan est un prélat anglo-saxon né vers 1008 et mort le 19 ou le 20 janvier 1095. Évêque de Worcester de 1062 à sa mort, il est parfois appelé Wulfstan II pour le distinguer de Wulfstan Lupus, un de ses prédécesseurs. À sa mort, il est le dernier évêque anglais élu avant la conquête normande, et le dernier évêque natif d'Angleterre.
Canonisé en 1203, Wulfstan est fêté le 19 janvier.

## Biographie
Wulfstan naît vers 1008 dans une famille aisée du Warwickshire. Il est éduqué à l'abbaye d'Evesham, puis à l'abbaye de Peterborough. Ayant décidé d'entrer en religion, il est ordonné prêtre par l'évêque de Worcester Brihtheah, qui lui confie l'église de Hawkesbury, dans le Gloucestershire. Cependant, Wulfstan choisit la vie monastique et devient moine au chapitre de la cathédrale de Worcester, dont il devient le prieur vers 1055,.
En 1060, l'évêque de Worcester Ealdred est élu archevêque d'York. Contrairement à plusieurs de ses prédécesseurs, il est incapable de conserver le siège de Worcester en plus de celui d'York, car le pape Nicolas II le lui interdit explicitement. Ealdred avance le nom de Wulfstan, qui est également soutenu par les comtes Harold de Wessex et Ælfgar de Mercie. Il est élu à Pâques 1062 et sacré par Ealdred le 8 septembre. Cependant, l'archevêque d'York profite de sa position pour accaparer une partie des domaines relevant de Worcester, ce contre quoi Wulfstan est tout d'abord impuissant,.
Après la bataille d'Hastings, Wulfstan fait partie des grands du royaume qui prêtent serment de fidélité à Guillaume le Conquérant en octobre 1066 à Berkhamsted. Il assiste vraisemblablement au sacre de Guillaume en l'abbaye de Westminster le jour de Noël. Plusieurs évêques anglais sont déposés lors d'un concile en 1070, mais Wulfstan reste en poste jusqu'à sa mort. Après la mort d'Ealdred, en 1069, il parvient à obtenir de son successeur Thomas de Bayeux la restitution des domaines relevant de Worcester. Dans les années 1080, il supervise le début de la reconstruction de la cathédrale de Worcester dans le style roman. Très attaché à la défense des droits de son siège, il commande la réalisation du cartulaire de Hemming vers la fin de sa vie,.
Wulfstan meurt à Worcester le 19 ou le 20 janvier 1095. Il est alors le dernier évêque anglais natif, et le dernier à avoir été élu avant la conquête normande.

## Culte
Quelques années après la mort de Wulfstan, le moine Coleman rédige son hagiographie en vieil anglais. Ce texte est perdu, mais sa traduction en latin par Guillaume de Malmesbury subsiste.
Wulfstan est canonisé par le pape Innocent III le 21 avril 1203. Il est particulièrement vénéré par le roi Jean sans Terre, qui demande à être inhumé en la cathédrale de Worcester pour reposer au plus près de lui.
Wulfstan est fêté le 19 janvier. La translation de ses reliques est également célébrée le 7 juin.